# گیتارت
گتاریت یک ساز تیغه‌ای برقی است که توسط هونر ساخته شده و توسط ارنست زاخاریاس، در سال ۱۹۶۳ اختراع شده‌است زاخاریاس همچنین ابزارهای مشابهی مانند پیانت، چمبالی و کلاوینت را اختراع کرد.
صدای گیتاریت صدای پیانوی آفریقایی است. به آمپلی‌فایر متصل است و به نظر می‌رسد مانند یک پیانوی آفریقایی برقی است.

## ضبط‌ها
- آلبوم گیتاریت